# Campanha do Sinai e Palestina
A Campanha do Sinai e da Palestina, ocorrida durante o teatro de operações do Oriente Médio, na Primeira Guerra Mundial, foi uma série de batalhas ocorridas na península do Sinai, Palestina e Síria, entre 28 de janeiro de 1915 e 28 de outubro de 1918. Tropas britânicas, indianas, australianas e neozelandesas enfrentaram as forças dos impérios alemão e otomano.
Começou em janeiro de 1915, quando os otomanos tentaram tomar dos britânicos o Canal de Suez, no Egito, provocando uma resposta dos Aliados. Os combates na região do Sinai, e posteriormente na Palestina, seguiram os moldes da Frente Ocidental na Europa, com guerra de trincheiras, movimentações lentas e ações pontuais, culminando em grandes ofensivas perto do final do conflito. Os europeus receberam auxílio dos árabes para lutar contra os otomanos, prometendo independência e autonomia no pós-guerra (uma promessa que não seria cumprida, com a assinatura do Acordo Sykes-Picot). A Revolta Árabe acabou sendo de grande valia no esforço na guerra. A partir de 1916-1917, os britânicos e seus aliados começaram a ver mais vitórias, forçando o recuo dos turcos. A Alemanha e o Império Austro-Húngaro enviaram homens e suprimentos para ajudar os otomanos, mas o curso da guerra seguiu desfavorável a eles. Ao final de 1917, a campanha no Sinai foi praticamente encerrada. Os britânicos e suas tropas coloniais avançaram sobre o Vale do Jordão, dando início a uma série de batalhas na Palestina. Enquanto isso, os árabes tomaram o importante porto de Aqaba. Ainda assim, entre fevereiro e outubro de 1917, um impasse se seguiu. Porém, em dezembro de 1917, após a conquista de Bersebá e Gaza, Jerusalém foi tomada pelos britânicos. Dois meses depois, a cidade de Jericó também é ocupada pelos Aliados. Perto do fim da guerra, em 1918, mesmo com boa parte dos recursos militares focados na Europa, os Aliados conseguiram manter suas ofensivas, triunfando na Batalha de Megido e depois conquistando Damasco. Enquanto isso, os árabes tomavam Alepo dos turco-otomanos. Então, em 30 de outubro de 1918, foi assinado o Armistício de Mudros, que encerrou o conflito e iniciou a partilha do Império Otomano.